# Tẩy chì

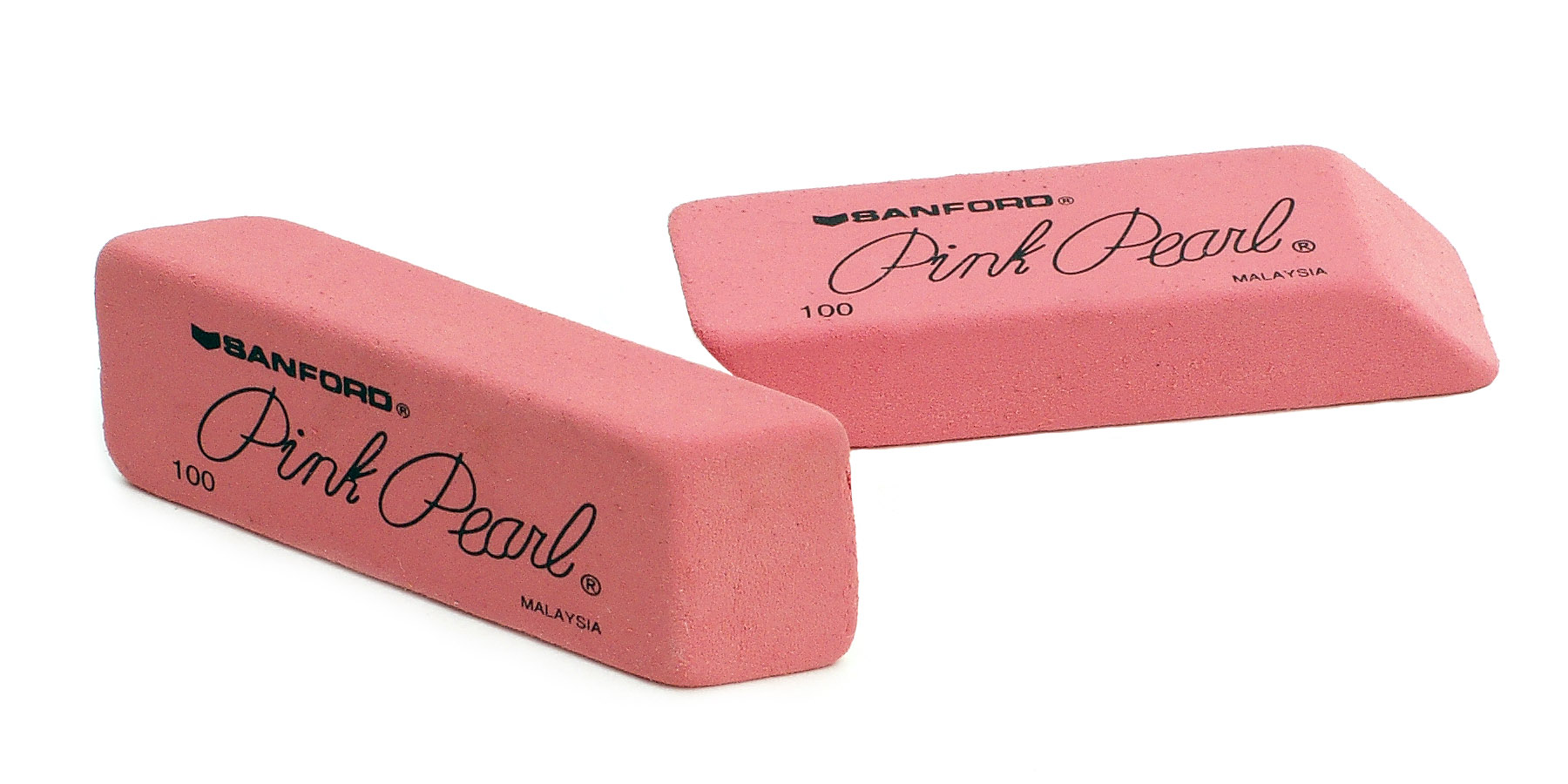
Cục tẩy có màu hồng

Tẩy chì hay gôm chì, cục tẩy, cục gôm (tiếng anh: eraser) là công cụ dùng văn phòng để xoá vết bút chì. Tẩy có nhiều hình dạng, kích thước và màu sắc khác nhau, tuy nhiên chúng thường được làm thành cục lớn hoặc viên nhỏ gắn lên đầu bút chì. Cục tẩy điển hình được làm bằng cao su tổng hợp nhưng có giá thành đắt với những loại đặc biệt bằng vinyl, chất dẻo hoặc cao su tự nhiên đến những nguyên liệu rẻ như sợi tổng hợp từ đậu tương. Ngày nay, những cục tẩy hiện đại làm bằng hỗn hợp dầu ăn, đá bọt và lưu huỳnh- tất cả được kết dính nhờ cao su.
Cục tẩy bằng cao su có ba tính năng giúp tẩy xoá dấu vết bút chì trên giấy:
1. Bản chất vật liệu làm tẩy khiến các hạt chì (có độ dày từ 20-30 micron) có thể dính vào tẩy khi nó cọ xát trên giấy. Sự cọ xát tạo ra tĩnh điện hút các hạt than về phía các hạt cao su
2. Cục tẩy được làm từ các hạt có kích thước cực nhỏ để các hạt cao su có thể dễ dàng tách ra khi tẩy xoá. Vì thế bề mặt tẩy luôn được thay đổi. Những viên tẩy khô và chất lương kém (không bong mất lớp cao su khi qua sử dụng) sẽ làm bẩn giấy vì dấu vết than chì cũ trên cao su
3. Ngoài ra tẩy còn có một chút bản chất mài bóng nhẹ, bào bớt một số hạt giấy nhỏ cùng với dấu vết bút chì.

## Lịch sử
Cục tẩy đầu tiên được sử dụng từ hàng trăm năm trước, khi người ta viết bằng thứ bút chì cứng làm bằng chì và thiếc. Những viên tẩy ngày nay được làm bằng cao su. Trước khi cao su xuất hiện,người ta thường dùng vụn bánh mì để tẩy vết chì nhưng do vụn bánh mì dễ bị hỏng nên người ta đã phát minh ra tẩy cao su. Năm 1736 nhà thám hiểm người Pháp Charles Marie de la Condamine đã mang từ Nam Mỹ về Châu Âu thứ cao su dùng để tẩy xoá được bút chì, cũng như vụn bánh mì. Loại tẩy này không dùng được lâu và chóng bị mốc. Năm 1770, một kỹ sư người Anh là Edward Nairne được cho là người đầu tiên phát triển các cục tẩy cao su rộng rãi trên thị trường trong một cuộc thi sáng chế vào ngày 5 tháng 4 năm 1770. Năm 1839, Charles Gudyier phát hiện quá trình lưu hoá là phản ứng trong đó các phân tử cao su liên kết với nhau thành mạng thống nhất. 

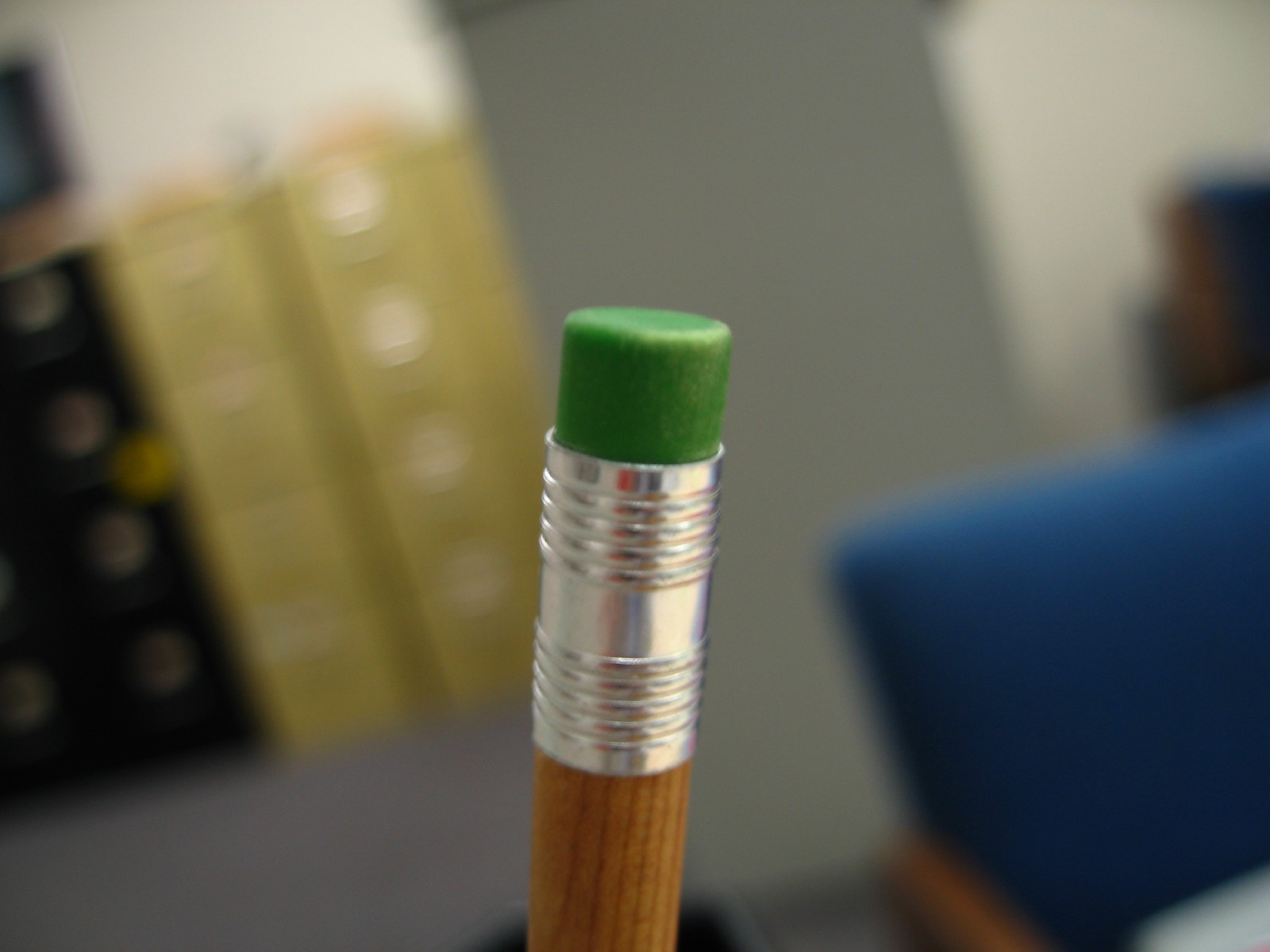
Cục tẩy gắn trên đầu bút chì.

Ý tưởng gắn tẩy vào bút chì là của Hyman L. Lipman ở Philadelphia. Điều này đã mang lại sự giàu có cho ông nhờ bán bản quyền phát minh vào năm 1858 với giá 100.000 đôla. Tuy nhiên cuối cùng thì bằng sáng chế này bị vô hiệu bởi nó đơn giản chỉ là sự kết hợp của hai sáng chế chứ không phải là một phát minh hoàn toàn mới.